# Vohimena
Vohimena è una città e comune del Madagascar situata nel distretto di Amparafaravola, regione di Alaotra Mangoro. 
La popolazione del comune rilevata nel censimento 2001 era pari a 8 216 unità.